# Sickter Hügelland
Das Sickter Hügelland ist ein lößbedeckter, hügeliger Landschaftsteil im niedersächsischen Landkreis Wolfenbüttel mit einer Ausdehnung von etwa fünf Kilometern in Nord-Süd- und sechs in West-Ost-Richtung auf den Gebieten der namensgebende Gemeinde Sickte sowie Veltheim (Ohe) und Erkerode.

## Beschreibung

### Lage und Naturräume
Das Gebiet erstreckt sich östlich der Wabe entlang der folgenden geographischen Punkte, beginnend im Nordwesten im Uhrzeigersinn:
Autobahnausfahrt Sickte südlich von Klein Schöppenstedt ostwärts etwa entlang der Bundesstraße 1 bis zum Elmrand bei Abbenrode, nach Süden über Destedt und Hemkenrode nach Erkerode, von dort Richtung Westen entlang der Wabe bis Neuerkerode, nach Südwesten schwenkend nördlich von Volzum entlang dem mit Wiesengraben betiteltem Gewässer bis zur Mühle Apelnstedt und der ehemaligen Zuckerfabrik Salzdahlum. Nach Norden folgt die Grenze dem rechten Ufer der Wabetalniederung.
Das Sickter Hügelland ist mit der Ordnungsnummer 512.14 ein Bestandteil des Asse-Elm-Hügellands (512.1) und gehört somit zum Naturraum Ostbraunschweigisches Hügelland. Im Osten steigt das Gelände zu den Höhen des Elms (512.15) an. Im Süden begrenzen die Wabe und ihre Nebengewässer den Landschaftsteil zur Schöppenstedter Mulde (512.13), im Westen bildet die Wabeniederung (512.06) einen eigenen Landschaftsteil. Insgesamt folgen die Höhenlinien eher der Rheinischen Streichung als in der Schöppenstedter Mulde oder dem Salzdahlumer Hügelland. Im Norden verläuft nicht nur die Grenze zum Weddeler Hügelland, sondern auch die zwischen den Lößbörden im Süden und der Geest-Landschaft im Norden.
Der Naturraum fällt in den Niederungen der Wabe bis auf etwa 80 m ü. NHN ab, liegt im Mittel bei etwa 100 m und erreicht in den Herzogsbergen 120 m und im Veltheimer Forst bis 130 m.

### Geologie
Das gesamte Gebiet ist überwiegend mit Löß-Schichten aus Schwarzerde der Weichsel-Kaltzeit bedeckt und entsprechend fruchtbarer Ackerboden. Nördlich und südlich von Veltheim stehen Liasschichten der Unterjura sowie Keuper-Schichten an.

## Bedeutung
Das Hügelland wird traditionell intensiv landwirtschaftlich u. a. zum Anbau von Zuckerrüben und Weizen genutzt. Die Waldflächen der Herzogsberge und des Veltheimer Forsts sowie die sie entwässernden Bäche bilden eine Abwechslung, die insbesondere von Freizeittouristen genutzt wird.
Das Hügelland wurde bis 1971 durch die Bahnstrecke der Braunschweig-Schöninger Eisenbahn mit Haltepunkten in Hötzum, Sickte, Veltheim und Lucklum erschlossen, auch „Zucker- und Salzbahn“ genannt.